# Xanthorhoe chiloena
Xanthorhoe chiloena là một loài bướm đêm trong họ Geometridae.